# 永井正浩
永井 正浩（ながい まさひろ、1972年8月21日 - ）は、日本の俳優。岐阜県出身。倉田プロモーション所属。身長182cm、体重80kg。

## 出演

### 映画
- 東京攻略（2000年）
- マッスルヒート（2002年）[1]
- 風雲!格闘王（2003年）
- あゝ!一軒家プロレス（2004年） - スタント
- レッド・ティアーズ〜紅涙〜（2012年） - 小津彰久 役
- 破裏拳ポリマー（2017年） - 堀馬三郎 役

### TV
- 仮面天使ロゼッタ（1998年） - 神仮面ファラオン（スーツアクター） 役
- 千年王国III銃士ヴァニーナイツ（1999年） - スタント[2]
- 武蔵 MUSASHI（2003年）[1]
- ウルトラQ dark fantasy 第13話（2004年） - 鏡の番人ヴァーノ 役
- 新選組! 第28話（2004年） - 浪士 役

### オリジナルビデオ
- 仮面天使ロゼッタ 漆黒のフレイア（1999年） - 神仮面ファラオン（スーツアクター）、犬狼魔人シグドルバー（スーツアクター） 役
- 魔神騎士ジャック☆ガイスト（2000年） - 神流誠 役[1]
- Saturday Nightmare〜のろいのサマーバケーション（2000年）
- オールナイトロングR（2001年）
- 柔術〜JYU-JITU（2010年） - 金田鷲二 役[1]
- バトルハッスル（2010年） - ケン 役

### 舞台
- Big Army〜風よ、急げ〜（2004年） - 土方歳三 役[1]

### PV
- 浜崎あゆみ「ANGEL'S SONG」 - GANG 役[1]